# Селакова Поляна
45°16′ пн. ш. 15°44′ сх. д. / 45.26° пн. ш. 15.73° сх. д.
Селакова Поляна (хорв. Selakova Poljana) — населений пункт у Хорватії, в Карловацькій жупанії у складі громади Войнич.

## Населення
Населення за даними перепису 2011 року становило 0 осіб.
Динаміка чисельності населення поселення: